# Petit Caddo
Petit Caddo (Peticado. Fr. Petit Caddo  =little Caddo ili lower Caddo.), jedno od caddoanskih plemena konfederacije Kadohadacho, koje je 1770. živjelo u Teksasu oko jezera Caddo, sjeverno od plemena Yatasi. 
Ime Peticado dao im je Athanase de Mézières. Peticado su u ranim izvještajima nazivani i Cado, i za njih stoji da su najbliži Yatasima, zatim Kadohadachima, i da je njihovo selona ili blizu red Rivera, te da njime dominiraju francuski trgovci.
Oni i plemena Upper Nasoni, Nanatsoho i Upper Natchitoches apsorbirani su od Kadohadacha, čiji potomci danas žive kao Caddo Indijanci u Oklahomi.

## Vanjske poveznice
- Margery H. Krieger, Peticado